# Conspiration (téléfilm)
Pour les articles homonymes, voir Conspiration (homonymie) et Conspiracy.
Pour plus de détails, voir Fiche technique et Distribution.
Conspiration (Conspiracy) est un téléfilm américano-britannique de Frank Pierson, produit par HBO, avec Kenneth Branagh dans le rôle de Reinhard Heydrich, et Stanley Tucci dans celui d'Adolf Eichmann, diffusé en 2001. Il raconte le déroulement de la conférence de Wannsee qui planifie la solution finale dans l'extermination des Juifs d'Europe. C'est le remake du téléfilm allemand Die Wannseekonferenz d'Heinz Schirk de 1984.

## Synopsis
Conspiration reproduit le déroulement de la conférence de Wannsee, dans la banlieue de Berlin, le 20 janvier 1942, lorsque Reinhard Heydrich mobilisa l'administration du Troisième Reich pour entériner l'organisation administrative et logistique de la Solution finale.
À la chute du Troisième Reich, les trente exemplaires top secret du procès-verbal de cette réunion rédigés par Adolf Eichmann ont disparu ou ont été détruits, sauf une preuve écrite de l'ampleur du projet d'Adolf Hitler d'anéantir la communauté juive d'Europe.
Le film se termine par un bref résumé de ce qu'il est ensuite advenu de chacun des participants de la conférence.

## Analyse
Les acteurs de la conférence ne sont pas diabolisés. Ils sont représentés comme des bureaucrates ordinaires lors d'un conseil d'administration, qui sont confrontés à un « problème » ennuyeux : comment régler le problème juif. Au milieu d'une atmosphère de mondanités, Heydrich est montré comme un homme charmant et prévoyant, alors qu'il oriente au même moment ses subordonnés vers l'organisation d'un meurtre de masse. Le film accrédite donc la thèse de la « banalité du mal » d'Hannah Arendt.
En montrant les rivalités de pouvoir entre les différents dignitaires présents à la conférence, le film montre en outre l'organisation chaotique de la bureaucratie nazie, avec sa multitude de centres de pouvoir qui se contredisent, s'écharpent les uns les autres et rendent difficile l'harmonisation d'une politique génocidaire.

## Fiche technique
- Titre : Conspiration
- Titre original : Conspiracy
- Réalisation : Frank Pierson
- Scénario : Loring Mandel (en)
- Direction artistique : Kenneth Wheatley
- Photographie : Stephen Goldblatt
- Décor : Peter Mullins
- Costumes : Rosalind Ebbutt
- Montage : Peter Zinner
- Production : Nick Gillott
  - Production associée : C. Cory M. McCrum-Abdo
  - Production déléguée : Frank Doelger, Frank Pierson, David M. Thompson et Peter Zinner
- Sociétés de production : HBO Films (États-Unis) et BBC (Royaume-Uni)
- Société de diffusion : HBO (États-Unis)
- Pays de production :  États-Unis et  Royaume-Uni
- Langue originale : anglais
- Format : couleur — 35 mm — 1,78:1 — son Dolby Digital
- Genre : drame historique
- Durée : 91 minutes
- Dates de première diffusion :
  - États-Unis : 19 mai 2001 sur Home Box Office
  - Royaume-Uni : 25 janvier 2002 sur BBC 2
  - France : 7 novembre 2003 sur Canal +[1]

## Distribution
- Kenneth Branagh (VF : Michel Papineschi) : Reinhard Heydrich, SS-Obergruppenführer (général), chef du RSHA[2], l'« Office central de la sécurité du Reich[3] » ; Heydrich préside la réunion
- Stanley Tucci (VF : Nicolas Marié) : Adolf Eichmann, SS-Obersturmbannführer (lieutenant-colonel), chef du bureau IV B-4 (Judenangelegenheiten, Affaires juives) de la Gestapo (RSHA[4]), qui rédige les notes de la conférence
- Owen Teale (VF : Patrick Laplace) : Roland Freisler, Staatssekretär[5] (secrétaire d'État), ministère de la Justice
- Jonathan Coy (VF : Gabriel Le Doze) : Erich Neumann, Staatssekretär[5], Beauftragter für den Vierjahresplan — représentant du Plan quadriennal[6] — ; il représentait ainsi en outre les ministères de l'Économie, du Travail, des Transports et de l'Armement
- David Threlfall (VF : Georges Claisse) : Friedrich Wilhelm Kritzinger, secrétaire permanent de la chancellerie du Reich[7]
- Barnaby Kay (en) (VF : Laurent Natrella) : Rudolf Lange, SS-Sturmbannführer (commandant), Kommandeur der SP und des SD (KdS) — chef de la SiPo et du SD (RSHA[8],[9]) — à Riga, Lettonie
- Peter Sullivan (en) (VF : Thierry Ragueneau) :  Karl Eberhard Schöngarth, SS-Oberführer (colonel), Befehlshaber der SP und des SD (BdS) — chef de la SiPo et du SD (RSHA[8],[10]) — au Gouvernement général de Pologne
- Ben Daniels (VF : Frédéric van den Driessche) : Josef Bühler, Staatssekretär[5], Gouvernement général de Pologne
- Ewan Stewart (VF : Bernard Métraux) : Georg Leibbrandt, Staatssekretär[5], représentant du ministère des Territoires occupés de l'Est
- Brian Pettifer (en) (VF : Jean Lescot) : Alfred Meyer, Gauleiter des Gaus Westfalen-Nord (de Westphalie du Nord) et Staatssekretär[5], adjoint de Rosenberg au ministère des Territoires occupés de l'Est
- Kevin McNally (VF : Jean-Yves Chatelais) : Martin Luther, Unterstaatssekretär (sous-secrétaire d'État), ministère des Affaires étrangères
- Brendan Coyle (VF : Pascal Germain) : Heinrich Müller, SS-Gruppenführer (général), chef de la Gestapo (RSHA[8],[11]), supérieur d'Eichmann[12]
- Nicholas Woodeson (VF : Vincent Grass) : Otto Hofmann, SS-Gruppenführer (général), Chef du Bureau pour la race et le peuplement (RuSHA)[2]
- Colin Firth (VF : Bernard Lanneau) : Wilhelm Stuckart, Staatssekretär[5], ministère de l'Intérieur
- Ian McNeice (VF : Gérard Caillaud) : Gerhard Klopfer, SS-Oberführer, secrétaire permanent à la chancellerie du parti[13]
- Simon Markey : le sténographe
  - Version française[14]
    - Société de doublage : Karina Films
    - Direction artistique : Claudio Ventura
    - Adaptation française : Marie-Isabelle Chigot